# Jan Stanisławowicz Abramowicz
Jan Stanisławowicz Abramowicz albo też Abrahamowicz herbu Lubicz odmienny (zm. 19 kwietnia 1602 roku) – wojewoda smoleński w latach 1596-1602,  wojewoda miński w 1593 roku,  starosta wendeński w latach 1589-1602, prezydent dorpacki w latach 1589-1602, starosta lidzki w latach 1579-1602, wojski wileński w latach 1571-1593, namiestnik wileński w latach 1569-1584, jeden z przywódców kalwinizmu w Wielkim Księstwie Litewskim.

## Życiorys
O jego młodości wiadomo tylko tyle, że wychowywał się na dworze hetmana wielkiego litewskiego Mikołaja Radziwiłła Rudego. Nie wiadomo nic o jego przodkach, choć z pewnością biorąc pod uwagę późniejszą karierę, pochodził ze szlacheckiej rodziny i to nie w drugim pokoleniu. Przez całe życie związany był z birżańską linią Radziwiłłów. Prawdopodobnie to zdecydowało o jego wyznaniu, a również pomagało w awansach.
Z poręki swego protektora Mikołaja Radziwiłła, przy boku którego brał udział w wyprawach moskiewskich Batorego, uzyskał przed 1580 starostwo lidzkie i ziemski urząd wojskiego wileńskiego. W 1581 popadł w konflikt z przedstawicielem innej linii Radziwiłłów, biskupem wileńskim Jerzym. Przyczyną był spór o jurysdykcję biskupią w sprawach wiary (aktywny kalwin Abramowicz sprzeciwiał się jej).
Z korespondencji Abramowicza prowadzonej z różnymi przedstawicielami birżańskich Radziwiłłów (zwłaszcza z hetmanem Krzysztofem Radziwiłłem Piorunem, który po śmierci Rudego był głową rodu) wynika, że załatwiał różne zlecone mu sprawy prywatne protektorów. Uzgadniał z nimi również swoje działania publiczne. W 1585. występował jako zwolennik przyłączenia Inflant do Litwy a nie traktowania ich jako wspólnego dominium Rzeczypospolitej.
W 1590 uzyskał drugie starostwo – wendeńskie. W 1593 został senatorem; mianowany dzięki poparciu Pioruna na najmniej prestiżowe w hierarchii województwo mińskie. W tym czasie Abramowicz wysunął się na czoło litewskich działaczy kalwińskich. W 1595 uczestniczył w synodzie toruńskim. W 1599 brał udział w dyspucie jezuitów z kalwinami i naradach tych ostatnich z dyzunitami.
W 1596 awansował na dużo bardziej prestiżowe województwo smoleńskie; znów za wstawiennictwem Krzysztofa Radziwiłła, za co dziękował mu w liście. W tym czasie ociepliły się stosunki Abramowicza z wileńskim duchowieństwem katolickim.
Był wybrany prowizorem przez protestancko-prawosławną konfederację wileńską w 1599 roku.
W imię wspólnych litewskich interesów wspierał w senacie opór kapituły katedralnej przeciwko objęciu biskupstwa przez koroniarza, przyszłego prymasa Bernarda Maciejowskiego, mianowanego na to stanowisko przez Zygmunta III. Szedł tu ramię w ramię ze swoimi protektorami. Radziwiłłowie birżańscy byli z zasady niechętni ściślejszemu związkowi obu państw.
Żoną Jana Abramowicza była Anna Dorota z Wołłowiczów, rodziny, która pozostała przy prawosławiu, nie akceptując unii brzeskiej. W związku z tym wojewoda miał dobre kontakty i ściśle współpracował ze środowiskiem dyzunitów. Obie grupy religijne pozostawały ze sobą zresztą w dość bliskich kontaktach jako sekowane coraz bardziej w okresie postępującej przy znacznym poparciu króla kontrreformacji. Anna Abramowiczowa była opiekunką i dobrodziejką wileńskich dyzunitów. W sporze o budowę cerkwi w Wilnie wojewoda smoleński wziął stronę prawosławnych mieszczan przeciwko magistratowi. Naraził się tym potężnemu kanclerzowi litewskiemu Lwu Sapieże wspierającemu unitów.
W swoim majątku Worniany Abramowicz założył zbór kalwiński, ufundował szpital i szkołę istniejące aż za połowę XVII w., kiedy to potomkowie przeszli na katolicyzm. Był protektorem „papieża kalwinistów litewskich” Andrzeja Wolana. Poetę Jana Radwana zachęcił do napisania, a potem wsparł wydanie panegirycznej Radziwiliady (Radivilias).
Sam również napisał kilka rozpraw, z których zachowała się jedna dotycząca gospodarki: Zdanie Litwina, o kupczy taniej zboża a drogiej sprzedaży (wyd. 1595). W niej, na marginesie rozważań nad organizacją i opłacalnością handlu zbożem, sformułował nowoczesną koncepcję ceny – odrzucając średniowieczną teorię „ceny sprawiedliwej”, jako sumy pracy i kosztów. Twierdził, że cena powinna być rezultatem wolnej gry popytu i podaży na rynku, na którym działają organizacje kupieckie o charakterze spółek, monopoli i kompanii. Postulował, by rząd Rzeczypospolitej prowadził politykę przeciwną monopolistycznym organizacjom kupieckim oraz dbał o rozwój i utrzymanie szlaków handlowych.
Miał prawdopodobnie tylko jedno dziecko, syna Mikołaja, który był najwybitniejszym przedstawicielem rodziny. Zmarł 19 kwietnia1602 roku. Wyznawcy pożegnali go wydaną drukiem Oracyą na żałobną śmierć i pogrzeb wielkiego patrona Zboru Bożego i mądrego Senatora.
Życiorys Jana Abramowicza, aczkolwiek pełen luk z powodu niedostatków źródłowych, jest przykładem kariery co najwyżej średniozamożnego szlachcica, który przy pomocy możnych protektorów oraz własnych predyspozycji dostąpił awansu do wyższej grupy w hierarchii teoretycznie równej szlachty. Przy sprzyjających okolicznościach (szczęście do potomków) zapewniało to drogę do umocnienia rodu, a nawet wejścia do grupy magnatów. Jednocześnie jest to przykład drożności ówczesnego systemu awansów społecznych wskazujący już jednak na coraz bardziej krępujące go w przyszłości elementy klientelizmu w życiu społecznym i politycznym I Rzeczypospolitej.

## Rodzina
Jego pierwszą żoną była Jadwiga Żyromska. Małżeństwo to pozostało bezdzietne.  Przed 1588 rokiem zawarł drugie małżeństwo z Anną Dorotą z Wołłowiczów, wyznawczynią prawosławia. W małżeństwie tym doczekał się syna i dwóch córek. Wszystkie jego dzieci były wyznania ewangelicko-reformowanego:
- Mikołaj Abramowicz (wojewoda trocki)
- Katarzyna, żona Konstantego Hołowczyńskiego (zm. 1620) kasztelana mścisławskiego
- Maryna (zm. ok. 1653) żona Piotra Rudominy-Dusiackiego (zm. 1649) kasztelana smoleńskiego